# 貝里斯元
貝里斯元 （貨幣編號BZD） 是貝里斯自1885年以來的流通貨幣。輔幣單位為分，1元=100分。貝里斯元與美元之間實行固定匯率，1美元=2貝里斯元。

## 流通中的貨幣

### 硬幣

伯利茲的一套硬幣。

- 1 分
  - 正面：伊麗莎白二世
  - 背面：面值、國家名稱和年份
- 5 分
  - 正面：伊麗莎白二世
  - 背面：面值、國家名稱和年份
- 10 分
  - 正面：伊麗莎白二世
  - 背面：面值、國家名稱和年份
- 25 分
  - 正面：伊麗莎白二世
  - 背面：面值、國家名稱和年份
- 50 分
  - 正面：伊麗莎白二世
  - 背面：面值、國家名稱和年份
- 1 元
  - 正面：伊麗莎白二世
  - 背面：面值、國家名稱、年份和一艘帆船

### 紙幣
- 2 元
  - 正面：伊麗莎白二世

伯利茲的紙幣。

  - 背面：阿爾哈、瑪雅遺址、西蘭坦尼斯和魯巴頓
- 5 元
  - 正面：伊麗莎白二世
  - 背面：聖喬治斯島
- 10 元
  - 正面：伊麗莎白二世
  - 背面：1910 年的政府大樓、法院大樓和聖約翰座堂
- 20 元
  - 正面：伊麗莎白二世
  - 背面：伯利茲中央銀行
- 50 元
  - 正面：伊麗莎白二世
  - 背面：伯利茲的一座大橋
- 100 元
  - 正面：伊麗莎白二世
  - 背面：多種雀鳥

## 外部連結
- 唐的世界硬币画廊：Belize
- 罗恩·怀斯的世界纸币：Belize 镜像网站
- 环球货币历史：Belize
- 《环球金融资料》系列：Belize Dollar
- 《环球金融资料》货币历史表格（ 微软试算表格式）
- 伯利兹的纸币 （页面存档备份，存于） （德文）（英文）